# 6474 Choate
6474 Choate este un asteroid din centura principală de asteroizi.

## Descriere
6474 Choate este un asteroid din centura principală de asteroizi. A fost descoperit pe 21 septembrie 1987 la Stația Anderson Mesa de Edward L. G. Bowell. El prezintă o orbită caracterizată de o semiaxă mare de 2,56 ua, o excentricitate de 0,30 și o înclinație de 12,3° în raport cu ecliptica.